# Новозиряновська сільська рада
Новозиря́новська сільська рада (рос. Новозыряновский сельский совет) — сільське поселення у складі Зоринського району Алтайського краю Росії.
Адміністративний центр — село Новозиряново.

## Населення
Населення — 667 осіб (2019; 725 в 2010, 801 у 2002).

## Склад
До складу сільської ради входять:
| Населений пункт     | Населення, осіб (2002) | Населення, осіб (2010) |
| ------------------- | ---------------------- | ---------------------- |
| Новозиряново, село  | 534                    | 534                    |
| Старокопилово, село | 135                    | 98                     |
| Широкий Луг, селище | 132                    | 93                     |